# Marthinus van Schalkwyk
Marthinus (Kortbroek) van Schalkwyk, född 10 november 1959 i Pietersburg (nuvarande Polokwane) i Limpopo-provinsen, är en sydafrikansk politiker (ANC, före 2005 Nationalistpartiet) och ordförande för Nya Nationalistpartiet (Nuwe Nasionale Party) 1997–2005, då organisationen upplöstes och integrerades i ANC. Han var turistminister i Thabo Mbekis och Jacob Zumas regeringar 2004–2014.

## Politisk karriär
Ung och utpekad som oerfaren (kortbroek, ung. "spoling") övertog han ledarskapet för Nationalistpartiet den 8 september 1997 sedan nyss avgångne vicepresidenten och expresidenten F W de Klerk avgått under en mycket svår period efter decennier av apartheidstyre. Trots omfattande försök till reformer förlorade NNP ställningen som officiellt oppositionsparti i valet 1999 till liberala Demokratiska partiet, och slöt följande år avtal med partiet om samarbete under namnet Democratic Alliance. Samarbetssvårigheter med DA:s ledare Tony Leon ledde emellertid till att Schalkwyk och hans parti lämnade alliansen år 2001. Istället närmade sig nationalistpartiet ANC. Med ANC:s stöd kunde Schalkwyk därefter överta posten som regeringschef i Västra Kapprovinsen 2002.
I valet 2004 gick det Nya Nationalistpartiet mycket dåligt och förlorade de flesta av sina kvarvarande, huvudsakligen färgade, väljare till DA, ANC och det nybildade Independent Democrats (ID). Till följd av detta fick Schalkwyk avgå som regeringschef i Västkap till förmån för ANC, men utsågs istället till miljöminister och turistminister i Thabo Mbekis administration. Som en följd av reformarbetet upplöstes NNP fullständigt den 9 april 2005 och Schalkwyk övergick till regeringspartiet ANC. Sedan Jacob Zuma bildat regering 2009 tvingades han avstå miljöministerposten.